# Manetho

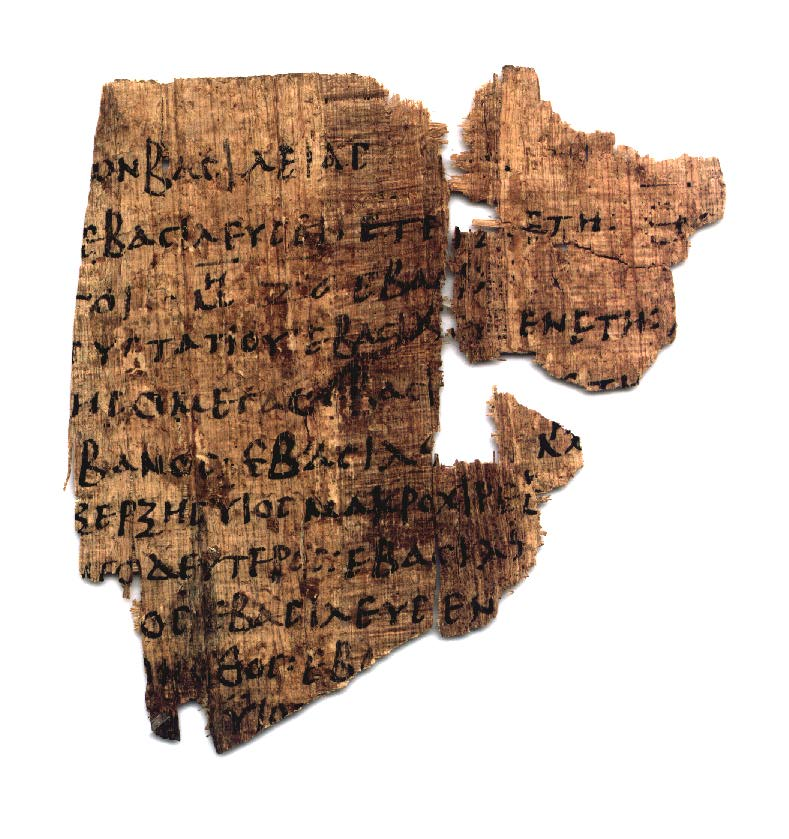
Papyrus Baden 4.59, Verso (fünftes Jahrhundert n. Chr.): Vermutete Teilabschrift der Epitome, basierend auf den Aegyptiaca von Manetho

Manetho (griechisch Μανεθώς Manethṓs oder Μανέθων Manéthōn; altägyptisch gräzisiert zu Manethoth „Wahrheit des Thot“) war ein Priester aus Sebennytos in Unterägypten, der wahrscheinlich unter den Pharaonen Ptolemaios I., Ptolemaios II. und Ptolemaios III. lebte. Der Papyrus Hibeh 1.72 stellt möglicherweise das einzige zeitgenössische Dokument von Manetho dar. Das Geburts- und Sterbedatum ist in keiner Quelle überliefert. Georgios Synkellos setzte Manethos Wirken zur gleichen Zeit wie oder etwas später als Berossos in die Regierungszeit von Ptolemaios II. (285–246 v. Chr.), unter welchem er seine Werke verfasst haben soll.
Die bekannteste Schrift stellen dabei die Aegyptiaca dar, die er unter anderem in altägyptischer und griechischer Sprache als „Geschichte Ägyptens von den ältesten Zeiten an bis zur makedonischen Eroberung“ in drei Büchern schrieb.

## Hinweise
Die Suda nennt zwei Autoren namens Manetho: einerseits „Manetho von Mendes“ als Priester, der an den Kyphi-Texten beteiligt war, und andererseits „Manetho von Sebennytos (Diospolis Inferior)“. Weitere Namensverbindungen von Manetho fehlen. Der Ort Mendes ist von Sebennytos nur etwa 25 km entfernt, weshalb eine sichere Zuordnung schwierig ist. Beide Manethos können in Erwägung gezogen werden, sofern es sich bei „Manetho von Mendes“ um keine Verwechselung mit „Ptolemäus von Mendes“ handelt, der als ägyptischer Priester wahrscheinlich in der Zeit des Augustus ebenfalls ein dreibändiges Werk über die ägyptische Chronologie verfasste. Zweifelsfrei kann daher nur die allgemeine Beschreibung von Manetho verwendet werden: „Geboren am Westufer des Damietta-Nilarms und Priester im Tempel zu Sebennytos, der in Heliopolis wohnte.“
Nach Angaben von Plutarch soll Manetho einer von zwei priesterlichen Beratern des Pharaos gewesen sein, die mit der Einführung des Serapis-Kults beauftragt wurden. Auf dem Sockel einer Statue im Serapis-Tempel in Karthago ist der Name Manetho eingemeißelt. Da der Name sehr selten ist, mag es sich in der Tat um diesen Manetho handeln.

## Aegyptiaca (Geschichte Ägyptens)

### Überblick über die historischen Überlieferungen
Manethos Werk Aegyptiaca, die Geschichte Ägyptens, ist frühzeitig untergegangen. Das Verzeichnis der Dynastien, ein Drittel der Herrschernamen und einige Fragmente sind in „Abschriften von Abschriften“ erhalten geblieben, die von anderen Autoren ergänzt, verändert oder mit Fälschungen durchsetzt wurden, ehe Flavius Josephus und die christlichen Geschichtsschreiber Iulius Africanus und Eusebius wiederum ihre Abschriften mit weiteren Ergänzungen erstellten. Das Werk des Africanus ist nur in Auszügen vor allem des Eusebius und Georgios Synkellos (im 9. Jahrhundert) überliefert, die Chronik des Eusebius wiederum nur in einer armenischen Übersetzung sowie einer lateinischen Bearbeitung des Hieronymus.
Wenn also in der Ägyptologie gegebenenfalls von Manetho (Josephus), Manetho (Africanus) oder Manetho (Eusebius) die Rede ist, dann ist mit dem jeweiligen zweiten Namen in der Klammer die indirekte Quelle der eigentlichen Aussage des ägyptischen Priesters Manetho gemeint.

### Überlieferungen bei Georgios Synkellos
Die von Georgios Synkellos übernommenen – teilweise in bedenklichem qualitativen Zustand – manethonischen Eusebius- und Africanus-Überlieferungen enthalten ergänzend die bereits in frühester Zeit manipulierte Manetho-Epitome der Aegyptiaca.

### Überlieferungen bei Eusebius von Caesarea
Für seine Überlieferungen der manethonischen Aegyptiaca stützte sich Eusebius in längeren Ausschnitten einerseits in seiner 15 Bücher umfassenden „Praeparatio evangelica“ auf die Apologie „Über die Ursprünglichkeit des Judentums“ und andererseits in Buch 1 der „Chronik“ auf weitere Auszüge der Texte von Flavius Josephus. Ergänzend berichtet Eusebius in Buch 2 der „Chronik“ über die Epitome Manethos. Buch 1 ist nur in armenischer Sprache erhalten geblieben. Buch 2 der „Chronik“ beinhaltet größtenteils nur die in lateinischer Sprache verfasste Überlieferung des Hieronymus; einzelne Bruchstücke des ursprünglichen Textes liegen in Zitatform vor.
Die überlieferten Eusebius-Zitate zählen wegen ihrer hohen Genauigkeit und im Vergleich zu Flavius Josephus als qualitativ höherwertige Überlieferungen zu den wichtigen geschichtlichen Textzeugen. Der griechische Urtext konnte bislang noch nicht einer kritischen Prüfung unterzogen werden, da die benutzten Zitate sich nur aus späteren Weiterverarbeitungen heraustrennen lassen könnten. Dies aber macht eine Entscheidung hinsichtlich problematischer Passagen unmöglich. Insofern stellt der erste Teil der Eusebius-Chronik nur eine in bedenklichem Zustand vorliegende Quelle dar. Die von Benedikt Niese gefertigten Übersetzungen wurden von Karl Mras zwischenzeitlich überarbeitet und teilweise korrigiert, weshalb nach einer Beurteilung von Folker Siegert die Werke von Karl Mras als „maßgeblich gelten“.

## Buch der Sothis
Das pseudo-manethonische Werk Buch der Sothis basiert hauptsächlich auf den Angaben von Flavius Josephus (Über die Ursprünglichkeit des Judentums) sowie Eusebius von Caesarea (Chroniken) und wurde von Alfred von Gutschmid auf das Ende des dritten Jahrhunderts n. Chr. datiert.
Georgios Synkellos nahm auf Basis der Angaben des Panodorus von Alexandrien an, dass ein „Sothisjahr“ hinsichtlich der ersten altägyptischen göttlichen Dynastie, die sechs Gottheiten als Herrscher umfasste, in Mondmonate umgerechnet werden müsse, wobei er von einer Mondmonatslänge von etwa 29,53 Tagen ausging. Die Anzahl der „Sothisjahre“ reduzierte Georgios Synkellos aufgrund dieser Berechnungsbasis von „11.985 Jahren“ auf 968 Jahre und elf Monate.
Für die „zweite und dritte Dynastie der Halbgötter“ wählte Panodorus von Alexandrien als Umrechnungsfaktor ein Vierteljahr (horai, saisonal). Die Gesamtzahl der „858 Sothisjahre“ für 15 Halbgötter verkürzte er nach Angabe des Georgios Synkellos auf 214 Jahre und sechs Monate. In der Gesamtbetrachtung regierten vor dem ersten irdischen altägyptischen König (Pharao) Menes somit 21 göttliche beziehungsweise halbgöttliche Könige mit einer Herrscherdauer von 1.183 Jahren und fünf Monaten.

## Textausgaben
- Dagmar Labow: Flavius Josephus „Contra Apionem“, Buch I: Einleitung, Text, textkritischer Apparat, Übersetzung und Kommentar. Kohlhammer, Stuttgart 2005, ISBN 3-17-018791-0.
- Carolus Müller: Fragmenta historicorum Graecorum. Band 2 (Nachdruck der Ausgaben Paris 1938). Minerva, Frankfurt a. M. 1975
- Folker Siegert: Flavius Josephus: Über die Ursprünglichkeit des Judentums (Contra Apionem). Mit Beiträgen von Jan Dochhorn und Manuel Vogel (= Schriften des Institutum Judaicum Delitzschianum.). Deutsche Übersetzung. Vandenhoeck & Ruprecht, Göttingen 2008, ISBN 978-3-525-54206-4.
- Gerald P. Verbrugghe, John M. Wickersham: Berossos and Manetho, introduced and translated. Native traditions in ancient Mesopotamia and Egypt. University of Michigan Press, Ann Arbor (Michigan) 2000, ISBN 0-472-08687-1.
- William Gillian Waddell: Manetho (= The Loeb classical library. Band 350). Heinemann u. a., London 1940, Digitalisat. Nachdruck: Harvard University Press, Cambridge (Mass.) 2004, ISBN 0-674-99385-3.